# Balur, Aurad
Balur là một làng thuộc tehsil Aurad, huyện Bidar, bang Karnataka, Ấn Độ.